# درستی اخلاقی
درستی اخلاق : مجموعه ای از گفتار و رفتار و اعمال فرد که مطابق معیاری های اخلاقی جامعه باشد
درستی اخلاقی ،  وظایف و اعمالی است که توسط گروه  از افراد یا یک جامعه مورد مقبولیت واقع شده و به آن ارزش داده میشود این ارزش ریشه در فرهنگ و تاریخ ، عقاید و باورها، مذهب و دین و آداب و رسوم آن جامعه دارد
درستی اخلاق در ادیان هندی و ادیان ابراهیمی مفهوم الهیاتی دارد

## در بوشیدو
درستی اخلاقی، در زبان ژاپنی  گی (به ژاپنی: 義 ぎ) خوانده می‌شود و یکی از فضیلت‌های پنج‌گانه کنفسیوس‌گرایی و همچنین یکی از فضیلت‌های هفت‌گانهٔ بوشیدو است.